# Хес, Филипп
Фили́пп Хес (нем. Philipp Heß, 28 ноября 1887 — 4 ноября 1934, Милуоки, Висконсин, США) — немецкий борец греко-римского стиля, призёр чемпионата мира.

## Биография
Родился в 1887 году. В 1919 году стал чемпионом Германии. В 1920 году завоевал бронзовую медаль чемпионата мира. В 1921 году стал серебряным призёром чемпионата Европы.
В 1923 году эмигрировал в США, где вплоть до самой смерти был президентом немецкого спортивного клуба в Милуоки.